# Sangeang Api
Le Sangeang Api est un volcan et le point culminant de l'île indonésienne de Sangeang.

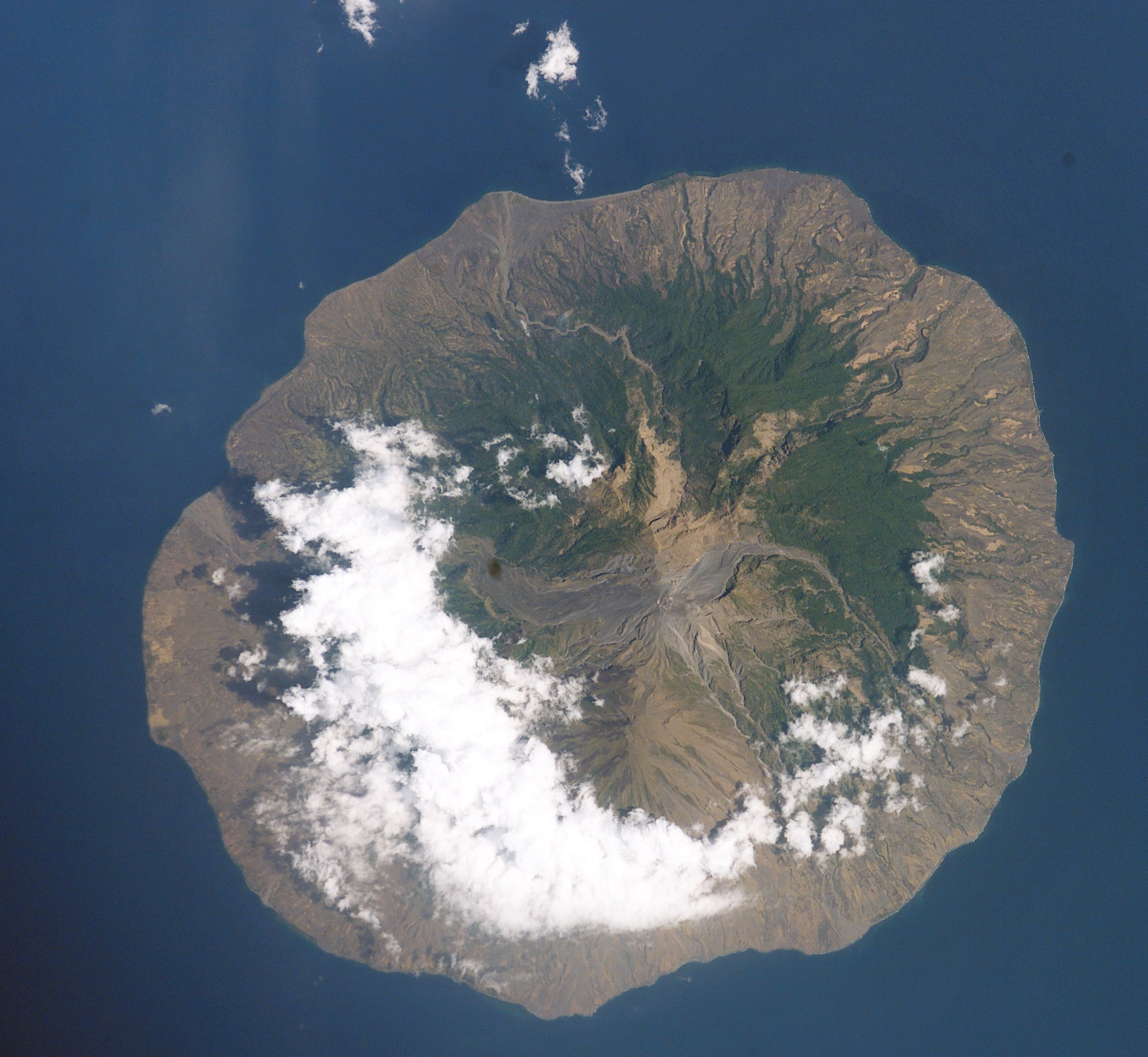
Image satellite de Sangeang.